# Schamien
SMS Schamien (ex. chinesisch: Tong Cheong) war das erste Flusskanonenboot der deutschen Kaiserlichen Marine, das in China verwendet wurde. Es war von 1900 bis 1904 als Teil des Ostasiengeschwaders auf dem Perlfluss bei Kanton eingesetzt.

## Laufbahn
Die Schamien war eine Flussbarkasse, die 1899 als Tong Cheong für die Kowloon-Dock-Company in Hongkong gebaut worden war. Um die deutsche Kanonenbootpolitik in China durchführen zu können, benötigte das deutsche Kreuzergeschwader kleine Kanonenboote, die in der Lage waren, auch in flachen Gewässern chinesischer Flüsse zu operieren.
Auf Anregung des Befehlshabers des Ostasiengeschwaders, Prinz Heinrich von Preußen, vom 1. November 1899 wurde die Tong Cheong angekauft, umgebaut und von dem Kanonenboot Luchs ausgerüstet und bemannt. Das Schiff wurde am 10. Oktober 1900 unter dem Namen Schamien (nach der vor Kanton liegenden Insel  Shamian, die als Fremdenniederlassung diente) auf dem Perlfluss in Dienst gestellt. Ihr Einsatzgebiet war das Flusssystem um Kanton. Im Januar 1901 traf aus Deutschland eine neue Besatzung für das Boot ein, so dass die 12 Leute der Luchs auf ihr Schiff zurückkehren konnten.
Während ihrer Dienstzeit war die Schamien nicht in Kampfhandlungen verwickelt.
Nach der Indienststellung des Flusskanonenboots Tsingtau konnte die Schamien am 2. Februar 1904 außer Dienst gestellt werden. Sie wurde am 10. Februar 1904 für 8.000 $ Silber nach Hongkong verkauft. Ihr weiteres Schicksal ist nicht bekannt.